# Чорнокозинці
Чорноко́зинці — село Кам'янець-Подільського району Хмельницької області. Належить до Орининської сільської громади.

## Назва
Історичних документах трапляється назва: Чорнокозиниці.

## Розташування
Чорноко́зинці лежать на лівому березі Збруча. На протилежному правому березі річки — село Збручанське Чортківського району Тернопільської області.
Біля Чорнокозинець знаходиться сірчане джерело. Поклади гіпсу, алебастру, мармуру.

### Клімат
Чорнокозинці знаходяться в межах вологого континентального клімату із теплим літом, у так званому «теплому Поділлі». Але діяльність людини призводить до зміни клімату та глобального потепління. Рівень наповнення річок водою в області становить лише 20 % від необхідного стандарту. Для покращення ситуації варто було б відновлювати екосистеми та лісові масиви.

## Історія

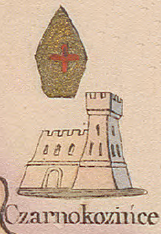
Чорнокозинський замок на мапі Зигмунда Герстмана

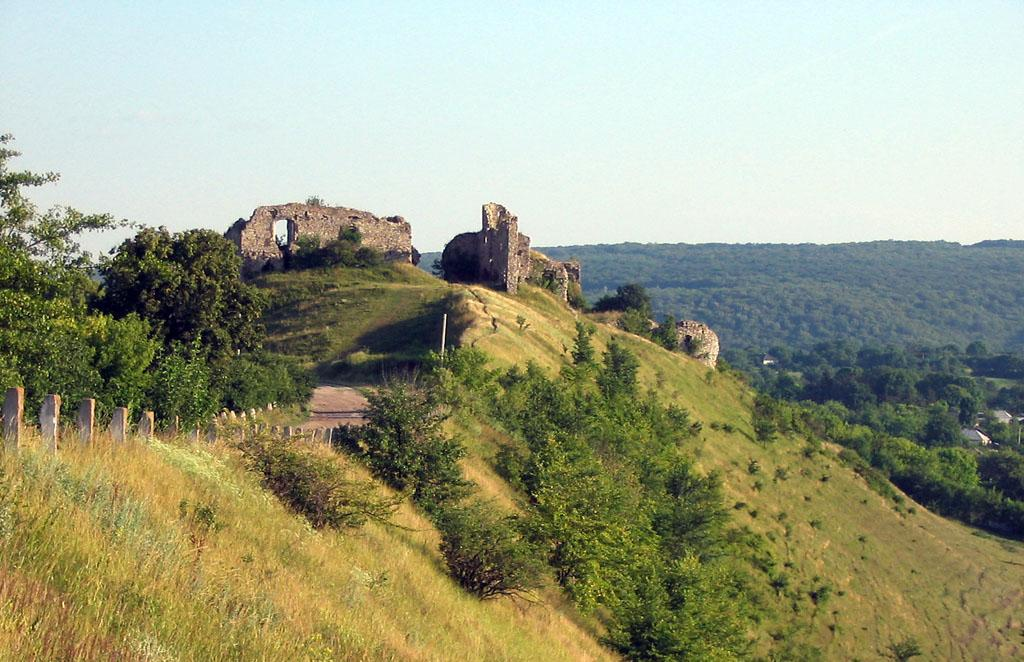
Залишки Чорнокозинського замку, липень 2004 року

Один з найдавніших замків на Поділлі. Чорнокозинський замок був побудований наприкінці XIV — на початку XV століть.
Чорнокозинці вважаються заснованими 1367 року, відомі з XV століття. До кінця XVIII століття належало Кам'янецькій єпископській кафедрі та було літньою резиденцією єпископів.
30 жовтня 1467 року в Чорнокозинцях від чуми помер кам'янець-подільський католицький єпископ Миколай Лабунський.
1516 року замок здобули і знищили татари.
1519 Чорнокозинці грамотою короля перейменовано на місто з двома ярмарками в рік.
1573 року замок ще раз руйнується татарами.
1578 місто Чорнокозинці отримало Магдебурзьке право.

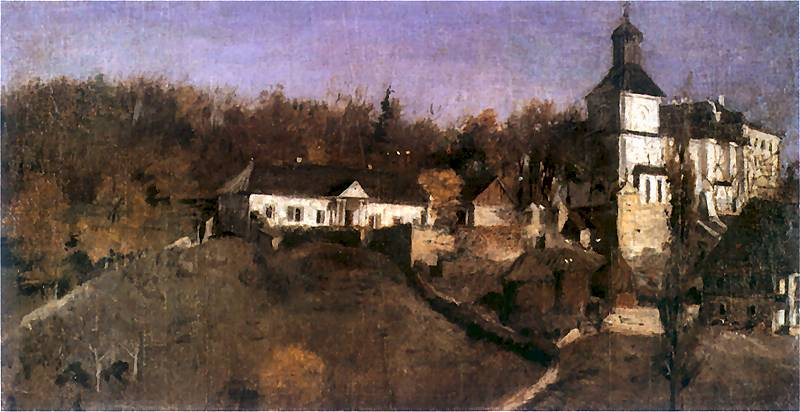
Картина Адама Хмельовського «Чорнокозинці», 1886 рік

Панорама Чорнокозинців, кінець XIX — початок XX століття. Фото Юхима Сіцінського

З середини XV-го і до кінця XVIII століття замок належав Кам'янецьким католицьким єпископам.
Замок мав давніший дитинець і новіший, які були розділені стіною з великою брамою. Замок був чотирикутний з чотирма башнями. Грубо збудований з мармурового каміння. Замок був оточений глибоким ровом.
1674 року замок був здобутий турками та знищений.
У 1608 році в Чорнокозинцях було завершено будівництво мурованого костелу, здійнене єпископом Павлом Волуцьким. А єпископ Ян Прухницький, який формально 1607 року, а фактично лише 1608 року став його наступником, пізніше добудував до святині каплицю Благовіщення Пресвятої Діви Марії. А єпископ Стефан Рупневський не тільки збудував літній палац, але й також 1719 року відновив та консекрував чорнокозинський храм після 27-річної окупації краю турками та профанації ними християнських культових споруд. 1772 року парафія була садибою одного із шести деканатів дієцезії. Проте 1830 року вона належала вже до деканату із садибою у Зіньківцях, а костел у Чорнокозинцях подано під титулом святих Станіслава і Мартина.
1780 року Чорнокозинці за люстрацією згадані вже як поселення з 119 оселями.
У 1795 році замок переходить у власність казни. Влада імперії конфіскувала і подарувала поселення пані Скавронській.
У першій половині XIX століття настоятелем католицької парафії служив польський історик Вавжинець Марчинський, а в 70-х роках парафія нараховувала майже шість сотень вірян та мала філіальну каплицю у Підпилип'ї. У середині цього століття святиню було відремонтовано. Проте 1892 року царська влада ліквідувала парафію, а через кілька років костел перетворила на православну церкву. Тут при річці Збруч був водяний млин.
1873 року білоруський композитор, художник і мандрівник Наполеон Орда відвідав поселення та зобразив місцевий палац.
Внаслідок поразки Перших визвольних змагань на початку XX століття, село надовго окуповане російсько-більшовицькими загарбниками.
Радянська окупація принесла колективізацію та розкуркулення, мешканці села зазнали репресій.
В 1932–1933 селяни села пережили Голодомор.
У квітні 1945 року відбулась акція повстанського відділу на селі Чорнокозинці Орининського району за участі Білика. Тоді було реквізовано продукти, роззброєно групу «стрибків», захоплено документи правління колгоспу. У січні-лютому 1946 року було заарештовано 9 підпільників. Серед них підпільник Хапицький, який працював головою колгоспу й систематично надавав для УПА продукти харчування, зброю й боєприпаси. Також брав участь у акції в селі Чорнокозинці, зокрема віддав повстанцям 10 колгоспних коней, 10 центнерів зерна, документи колгоспу. Ще один заарештований представник місцевої адміністрації, голова сільської ради Луцик, використовуючи свої службове становище, повідомляв членам ОУН про заходи радянської влади, дезорганізовував роботу винищувального батальйону.
У 1946—1947 роках мешканці села вчергове пережили голод.
1967 року урочисто відзначено 600-річчя села.
З 1991 року в складі незалежної України.
1993 року надано статус четвертої зони посиленого радіоекологічного контролю.
24 грудня 2019 року шляхом об'єднання сільських рад Кам'янець-Подільського району село Чорнокозинці увійшло до складу Орининської сільської громади.

## Населення
Згідно перепису 2001 року населення села становить 441 особа.

### Мова
У селі поширені західноподільська говірка та південноподільська говірка, що відносяться до подільського говору, який належить до південно-західного наріччя.
100 % населення вказало своєю рідною мовою українську мову.

## Пам'ятки
- Чорнокозинський замок (руїни) — побудований наприкінці XIV — на початку XV ст.ст. (використовувався як родовий маєток аж до 1917 року), нині (2000-ні) в руїнах.
- Костел Йосифа Обручника (1608 р.) (руїни на південному схилі замкового пагорба).
- Церква Успіння (1867 р.)

## Відомі люди

### Народилися
- Антін Олександрович Постоловський (1890–1991) — активний учасник визвольних змагань 1917–1920 років, один із секретарів Української Центральної Ради.
- Євдокія Іванівна Антонюк (6 квітня 1944) — українська поетеса, музеєзнавець.

### Проживали, перебували
- Вавжинець Марчинський (1778–1845) — польський історик, працював настоятелем костелу в селі.
- Адам Хмельовський — польський художник, намалював картину «Чорнокозинці».
- Григорій Голоскевич — працював учителем у двокласній церковно-вчительській школі один рік у селі у 1905–1906 роках.
- Тамара Григорівна Андрійчук — заслужений вчитель Української РСР. Працювала Чорнокозинецькій середній школі у 1947–1985 роках.
- Миколай Лабунський — кам'янецький католицький єпископ середини XV століття.

## Галерея

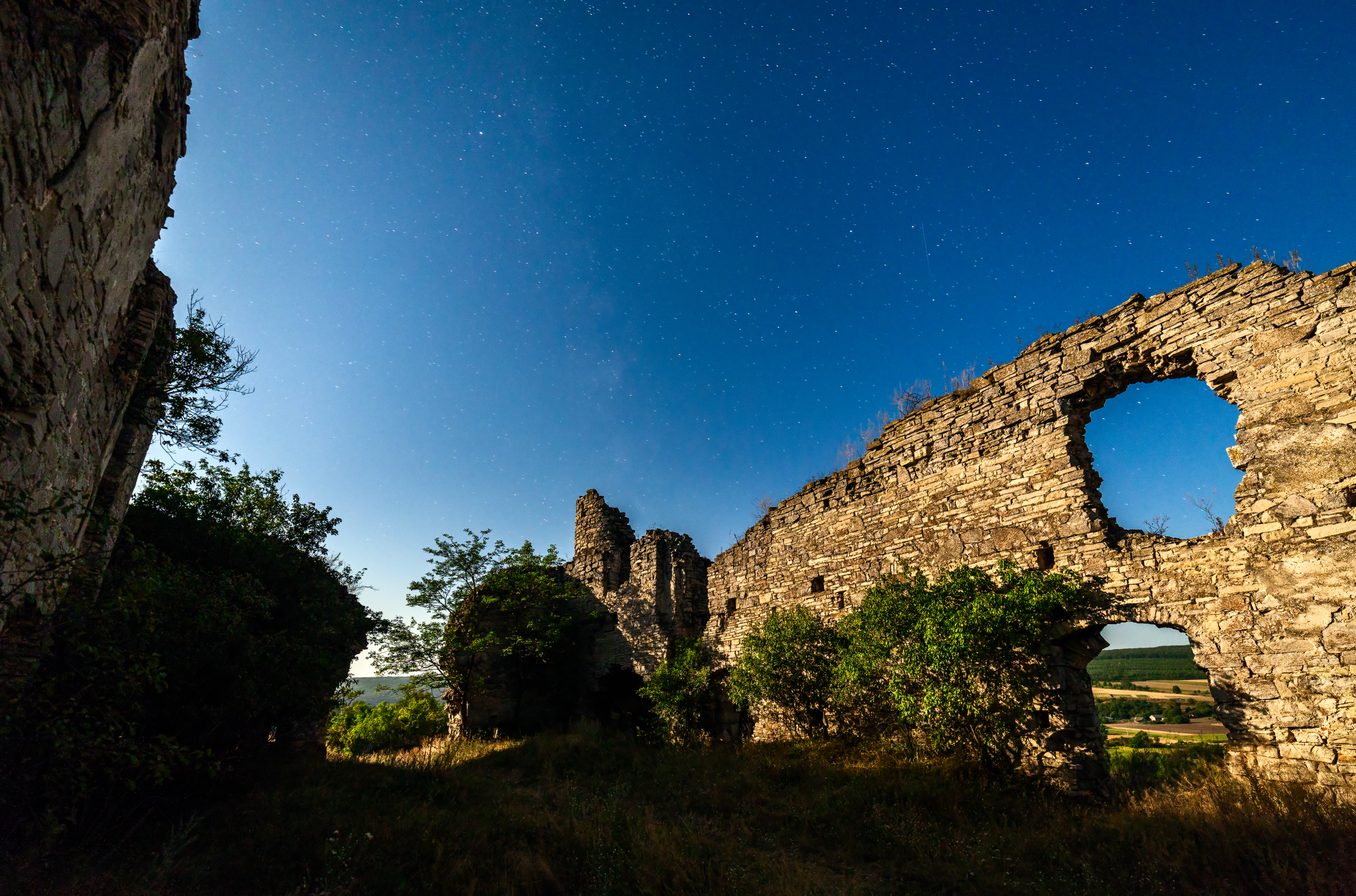
Замок
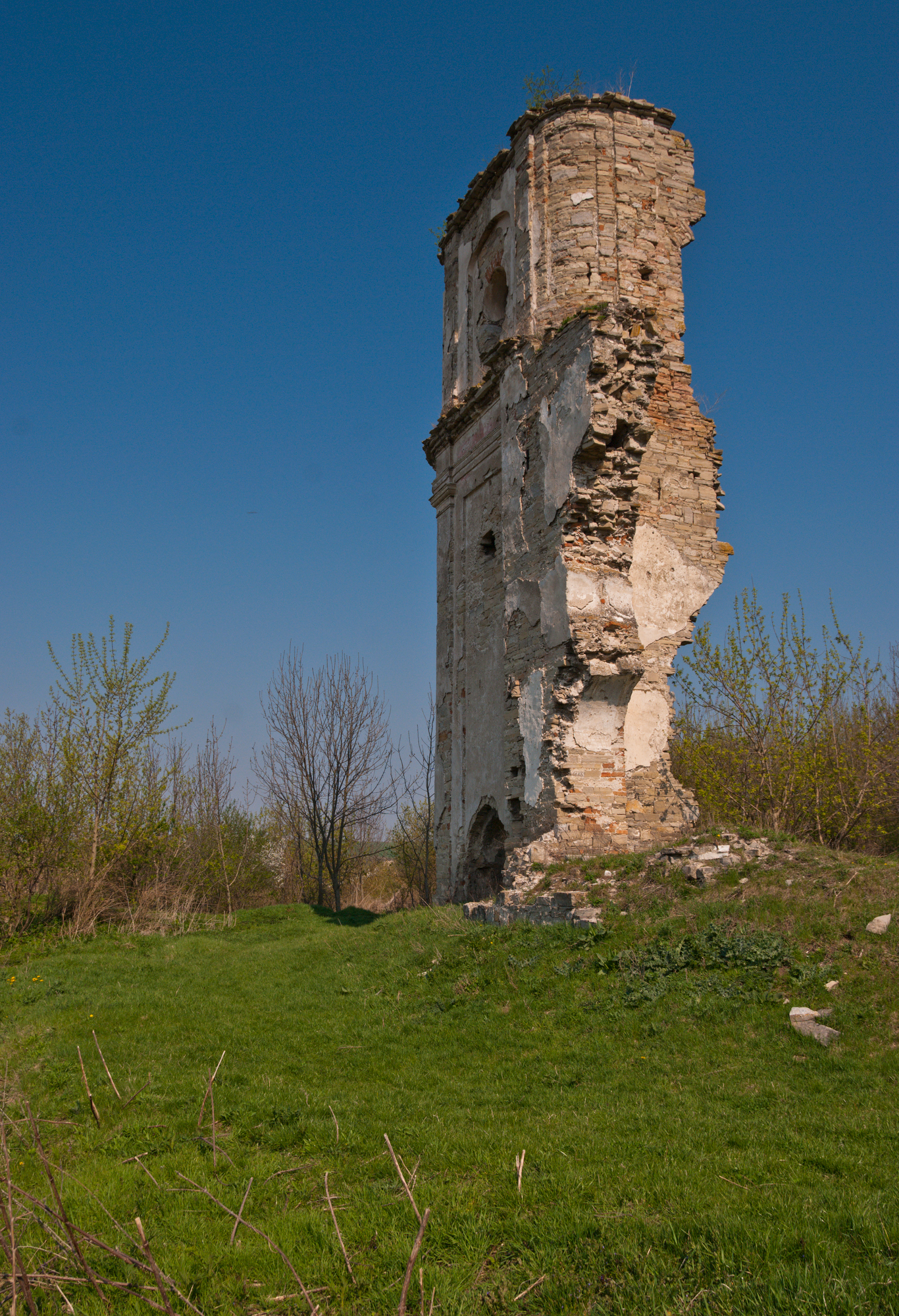
Руїни костелу Святого Йосифа
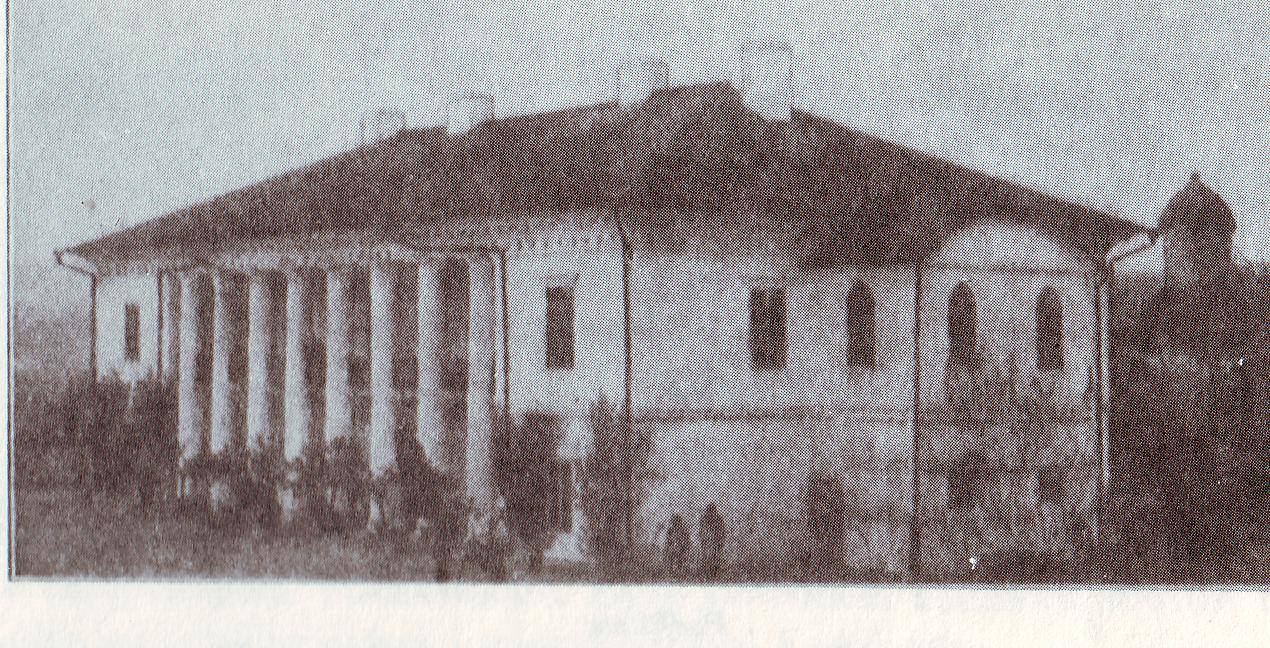
Палац

## Електронні джерела
- Облікова картка на офіційному вебсайті Верховної Ради України[недоступне посилання з травня 2019]
- Замки та храми України. Чорнокозинці
- Архітектурні та природні пам'ятки України. Чорнокозинці
- Погода в Україні. Чорнокозинці
- Czarnokozińce // Słownik geograficzny Królestwa Polskiego. — Warszawa : Druk «Wieku», 1880. — Т. I. — S. 758. (пол.) — S. 758—759. (пол.)